# Love & Honesty
LOVE & HONESTY – trzeci japoński album studyjny BoA, wydany 15 stycznia 2004 roku przez Avex Trax. Osiągnął 1 pozycję w rankingu Oricon Album Chart i pozostał na liście przez 36 tygodni, sprzedał się w nakładzie 653 630 egzemplarzy. Album zdobył status potrójnej platynowej płyty.

## Lista utworów
| CD  | CD                                                                               | CD                                                           | CD                                         | CD                     | CD      |
| Nr  | Tytuł utworu                                                                     | Tekst                                                        | Kompozycja                                 | Aranżacja              | Długość |
| --- | -------------------------------------------------------------------------------- | ------------------------------------------------------------ | ------------------------------------------ | ---------------------- | ------- |
| 1.  | „Rock With You”                                                                  | Shōko Fujibayashi                                            | Hara Kazuhiro                              | Akira                  | 4:13    |
| 2.  | „Shine We Are!”                                                                  | Natsumi Watanabe                                             | Hara Kazuhiro                              | Hara Kazuhiro          | 5:07    |
| 3.  | „SOME DAY ONE DAY feat. VERBAL (m-flo)”                                          | Akira Takato                                                 | Ken Harada                                 | k-muto, Maeda Kazuhiko | 4:34    |
| 4.  | „LOVE & HONESTY”                                                                 | BoA, Natsumi Watanabe                                        | face 2 fAKE                                | face 2 fAKE            | 4:43    |
| 5.  | „Midnight Parade”                                                                | Shōko Fujibayashi                                            | Bounceback                                 | Akira                  | 4:22    |
| 6.  | „Be the one”                                                                     | Stephen A.Kipner, David Frank, Nate Butler, Kenn Kato (jap.) | Stephen A.Kipner, David Frank, Nate Butler | Shōichirō Hirata       | 3:32    |
| 7.  | „EXPECT”                                                                         | Narumi Yamamoto                                              | Ken Harada                                 | Shōichirō Hirata       | 4:20    |
| 8.  | „OVER ~across the time~”                                                         | Ryōshi Sonoda                                                | Ken Matsubara                              | Ken Matsubara          | 5:50    |
| 9.  | „Kokoro no tegami” (jap. 心の手紙)                                               | Ryōshi Sonoda                                                | Tami Komori                                | Tami Komori            | 4:50    |
| 10. | „DOUBLE”                                                                         | Natsumi Watanabe                                             | Kazuhiro Hara                              | H•wonder               | 3:28    |
| 11. | „Easy To Be Hard”                                                                | Aida Takeshi                                                 | Akira                                      | Akira                  | 4:55    |
| 12. | „Song With No Name ~Namae no nai uta~” (jap. Song With No Name ～名前のない歌～) | Aida Takeshi                                                 | Yōko Kuzuya                                | Ken Matsubara          | 2:49    |
| 13. | „Milky Way -Kimi no uta-” (jap. Milky Way -君の歌-) (Bonus Track)                | Kenzie, Shōko Fujibayashi                                    | Kazuhiro Hara                              | Kazuhiro Hara          | 3:20    |

DVD
1. „Shine We Are!” (Promotion Video)
2. „Rock With You” (Promotion Video)
3. „No. 1” (Promotion Video)
4. „Rock With You”
5. „Commercials (Bonus):
  - Skechers TVCF
  - Calpis Water TVCF
  - Amino Calpis TVCF
  - Honda [Come Come Honda!] TVCF
  - Lotte Macadamia Chocolate TVCF
  - Toshiba A5501T Cellphone TVCF
6. „Interview”

## Notowania
| Lista                     | Pozycja |
| ------------------------- | ------- |
| Oricon Weekly Album Chart | 1       |
| Oricon Yearly Album Chart | 13      |